# Martha Brae (rzeka)
Martha Brae – rzeka na Jamajce, mająca swoje źródła w jaskiniach Windsor. Na rzece organizowane są spływy na 9 metrowych bambusowych tratwach. Punktem startowym jest osada Martha Brae położona o 3 km w górę rzeki od Falmouth, gdzie rzeka kończy swój bieg i wpada do Morza Karaibskiego.